# Лоракс (фільм)
«Лоракс» (англ. The Lorax) — американський анімаційний музичний 3D-фільм 2012 року студії Illumination Entertainment, створений на основі дитячої книги письменника Доктора Сьюза «Лоракс». Прем'єра фільму була представлена кінокомпанією Universal Pictures 2 березня 2012 року, у 108-й день народження автора.
Фільм є другою екранізацією книги (після короткометражного мультфільму 1972 року), що розповідає про захисника лісу Лоракса і хлопчика Теда, який знайомиться з Одноразником. В озвученні оригінальної стрічки взяли участь Денні ДеВіто (Лоракс), Ед Гелмс (Одноразник) і Зак Ефрон (Тед). У фільмі також представлені нові персонажі: Одрі, симпатична подруга Теда (озвучила Тейлор Свіфт), містер О'Гер (Роб Ріґґл), місіс Віґґінс, мама Теда (Дженні Слейт) і Греммі Норма, бабуся Теда (Бетті Вайт).
Прем'єра стрічки в Україні відбулася 15 березня 2012 року. Фільм дубльовано студією Le Doyen на замовлення компанії B&H Film Distribution. В озвученні українською мовою взяли участь Богдан Бенюк, Іван Розін, Михайло Федорченко, Єлизавета Курбанмагомедова, Володимир Кокотунов, Ірма Вітовська, Людмила Суслова та інші.
Фільм отримав змішані відгуки критиків, проте бокс-офіс проєкту став успішним: з бюджетом $70 мільйонів він зібрав $348.8 мільйонів у світовому прокаті.

## Сюжет
Тед Віггінс (Зак Ефрон) — 12-річний хлопчик, який живе у Тнідвілі, ізольованому місті, де всі речі довкола є штучними і зроблені з пластику, металу або синтетики і немає жодної живої рослини. Він закохується в місцевого еколога Одрі (Тейлор Свіфт), яка хоче побачити «справжнє дерево» більше, ніж будь-що в світі, тому хлопець вирішує знайти його, щоб справити враження на неї. Його енергійна бабуся Норма (Бетті Вайт) розповідає таємничу легенду про Одноразника, який готовий розказати людині про дерева, якщо вона принесе йому п'ятнадцять центів, цвях і хатку, де живе старезний равлик. Коли Тед виїжджає із Тнідвіля в пошуках Одноразника (Ед Гелмс), він виявляє, що зовнішній світ — це цілком забруднена, порожня, безплідна пустка.
Хлопчик знаходить Одноразника, і той погоджується розповісти Теду про дерева за умови, що вислухає історію цілком і повністю протягом багаторазових відвідувань. Тед погоджується, але під час наступної поїздки зустрічає жадібного мера Тнідвіля, Алоїза О'Гера (Роб Ріґґл), який водночас є власником компанії з продажу пластикових пляшок із киснем («Свіже повітря») для мешканців міста. О'Гер пояснює Теду, що дерева виробляють кисень безкоштовно, і тому він вважає їх та людей, що говорять про них, загрозою для свого бізнесу. Щоб залякати хлопця, він показує встановлені по всьому місту камери спостереження, та Тед заручається підтримкою бабусі і продовжує їздити та дізнаватися більше про історію дерев.
Під час візитів Теда Одноразник розповідає історію, що коли він був молодим чоловіком, то попрощався зі своєю сім'єю, щоб знайти хороший матеріал для свого винаходу — тнідів — і започаткувати власний бізнес. Рубаючи перше дерево, він знайомиться із охоронцем лісу Лораксом (Денні ДеВіто). Лоракс вимагає від Одноразника покинути ліс, але той відмовляється, натомість погоджується більше не рубати дерева, і вони стають друзями. Неочікувано винахід Одноразника стає успішним, до нього приїжджають його жадібні й ліниві родичі, які переконують юнака відновити вирубку дерев, адже так процес виробництва стане швидшим. Протести Лоракса безпорадні. Не забарився й результат його дій — через вирубування лісів та забруднення регіон стає непридатним для проживання. Лоракс виряджає всіх звірів у дорогу, щоб ті знайшли нове місце для життя. Та сам перед тим, як відлетіти у небо, залишає на камінні надпис: «Якщо». Збентежений і у повному відчаї Одноразник стає затворником.
Закінчивши розповідати свою історію, Одноразник раптово починає розуміти сенс останнього повідомлення Лоракса, і дає Теду останнє насіння Труффули, сподіваючись, що той зможе посадити його, аби знову виростити ліс і заохотити інших людей піклуватися про справжні дерева. Бажання Теда справити враження на Одрі стає власною місією: необхідно нагадати своєму місту про важливість природи. О'Гер, переймаючись за власний бізнес, йде на відчайдушні кроки, наприклад, зафарбовує намальовані на будинку Одрі дерева, закриває двері з міста, через які Тед їздить побачитись із Одноразником та навіть здійснює обшуки Тедової кімнати, щоб відшукати насіння, на яке випадково проливається вода.
Тед просить свою сім'ю і Одрі допомогти посадити паросток. О'Гер і його два поплічники переслідують суперників, доки тим не вдається втекти від нього і дістатися до центру міста. Коли Тед нарешті намагається посадити насіння, його перериває О'Гер, який змушує мешканців міста зупинити хлопця та його сім'ю завдяки неправдивим історіям про небезпеку дерев. Щоб переконати їх у протилежному, Тед руйнує стіну і показує всім те, що жоден з них не бачив поза нею, пояснивши, що відбулося з деревами. Йому вдається переконати людей, і ті виганяють О'Гера та його поплічників з міста. Через деякий час природа відновлюється; виростають нові дерева, тварини починають повертатися, а Одноразник вперше за весь час виходить зі своєї домівки і бачить Лоракса, який радіє, що той загладив свою провину перед природою.

## Ролі озвучували

### Оригінальний дубляж
| Актор               | Роль             | Опис, примітки                                                                                     |
| ------------------- | ---------------- | -------------------------------------------------------------------------------------------------- |
| Денні ДеВіто        | Лоракс           | Захисник лісу                                                                                      |
| Ед Гелмс            | Одноразник       | У фільмі його показали вперше, творці зобразили його людиною, посилаючись на короткі описи з книги |
| Зак Ефрон           | Тед Віггінс      | 12-річний хлопчик, названий на честь автора книги                                                  |
| Тейлор Свіфт        | Одрі             | еколог, об'єкт симпатії Теда. Названа на честь дружини Доктора Сьюза                               |
| Роб Ріґґл           | Алоїз О'Гер      | бізнесмен, мер Тнідвіля                                                                            |
| Дженні Слейт        | Місіс Віггінс    | мати Теда                                                                                          |
| Бетті Вайт          | Бабця Норма      | бабуся Теда                                                                                        |
| Насім Педрад        | мати Одноразника | -                                                                                                  |
| Стефан Тоболовський | дядько Аб        | дядько Одноразника                                                                                 |
| Ельмарі Вендель     | тітка Грізельда  | тітка Одноразника                                                                                  |
| Денні Куксі         | Брет і Чет       | брати-близнюки Одноразника                                                                         |
| Кріс Рено           | лісові тварини   | -                                                                                                  |

### Український дубляж
Фільм дубльовано студією «Le Doyen» на замовлення «B&H Film Distribution» у 2012 році.
- Перекладач: Федір Сидорук
- Режисер дубляжу: Ольга Фокіна
- Перекладач пісень: Роман Дяченко
- Музичний керівник: Іван Давиденко
- Звукорежисер: Андрій Тріфонов
- Координатор дубляжу: Мирослава Сидорук
- Диктор: Андрій Мостренко

Ролі дублювали:

| Актор                      | Роль          |
| -------------------------- | ------------- |
| Богдан Бенюк               | Лоракс        |
| Іван Розін                 | Одноразник    |
| Михайло Федорченко         | Тед Віггінс   |
| Єлизавета Курбанмагомедова | Одрі          |
| Володимир Кокотунов        | Алоїз О'Гер   |
| Ірма Вітовська             | Місіс Віггінс |
| Людмила Суслова            | Бабця Норма   |

## Виробництво
Фільм є четвертою повнометражною екранізацією книг Доктора Сьюза, другою комп'ютерно-анімаційною адаптацією (після фільму «Хортон») і першим фільмом у форматі 3D (також вийшов у IMAX 3D). Ідея фільму була запропонована Одрі Гейзель, дружиною Доктора Сьюза, яка мала налагоджені партнерські стосунки з продюсером Крісом Меледандрей завдяки спільній роботі над анімаційним фільмом «Хортон». Гейзель підійшла до Меледандрей, коли той запускав анімаційну студію Illumination Entertainment, і сказала: «Ось наступний фільм, який я хочу створити». Фільм був офіційно анонсований у липні 2009 року, де Меледандрей приєднався у ролі продюсера, а виконавчим продюсером стала Гейзель. Кріс Рено і Кайл Балда були оголошені режисером і співрежисером фільму відповідно, в той час як сценаристи «Хортона» Сінко Пол і Кен Дауріо взялись за текстову частину наступної стрічки. У 2010 стало відомо, що головного персонажа озвучить відомий актор Денні ДеВіто.
Фільм був створений французькою студією «Illumination Mac Guff» — анімаційним підрозділом компанії Mac Guff, яка влітку 2011 року була придбана студією Illumination Entertainment. ДеВіто озвучив свого персонажа п'ятьма мовами, включно з оригінальною англомовною версією та іспанським, італійським, німецьким, і російським дубляжами. Universal опублікувала екологічне повідомлення на сайті фільму після петиції учнів 4-го класу містечка Бруклайн (Массачусетс) на сайті Change.org.

## Прокат
Прем'єра фільму в Україні відбулася 15 березня 2012 року. Стрічка вийшла в американський прокат 2 березня та 27 липня з'явилась у Великій Британії.

### Маркетингові суперечки
Для реклами кросоверу CX-5 SUV японська компанія Mazda створила ролик на основі «Лоракса», де були задіяні персонажі фільму. Проте багатьма глядачами він був сприйнятий вкрай негативно, як такий, що заперечує оригінальну думку твору. У відповідь президент компанії Universal з питань партнерства і ліцензування Стефані Спербер зазначила, що це — «хороший вибір для тих споживачів, які не мають змоги придбати електромобіль або гібрид. Вибір такого автомобіля є кращим варіантом для збереження навколишнього середовища».
Фільм також залучався до реклами одноразових підгузків компанії Seventh Generation. Загалом Illumination Entertainment заключила більше 70 рекламних угод, пов'язаних із фільмом.

#### Міні-фільми
На Blu-ray/DVD-збірці, що вийшла 7 серпня 2012 року, вийшло три міні-фільми: Serenade(«Серенада»), Wagon Ho! («Вагон Хо!») і Forces of Nature («Сили природи»).

### Відеогра
На основі фільму студія Blockdot створила мобільну головоломку «Truffula Shuffula», яка вийшла 1 лютого 2012 року на платформах iOS та Android.

## Відгуки

### Критика
Фільм отримав рейтинг 54 % сайту Rotten Tomatoes на основі 151 рецензії, з середньою оцінкою 5.9/10 і загальним враженням «дуже милий і смішний, проте моральна простота книги втрачається через банальні голлівудські цінності». На основі 30 оглядів сайту Metacritic фільм отримав рейтингову оцінку 40 %, що означає «різні або середні відгуки».
Кінокритик журналу New York Magazine Девід Едельштейн у програмі All Things Considered радіокомпанії NPR різко розкритикував фільм, стверджуючи, що голлівудська анімація і кіношаблони знищили дух книги. "Така анімаційна робота є прикладом неправильного опрацювання оригіналу, " — зазначив він. Як доказ, Едельштейн зачитав уривок з книги, де Одрі описує Теду вигляд дерев:
|  | Дотик їхніх пучків був м'якшим за шовк, а пахли вони солодше аромату свіжого метеликового молока - і [у фільмі] Тед каже: "Ого, а як це?" і Одрі відповідає: "Хіба я знаю?". Таким чином, єдина з ліній книги, що представлена у фільмі і демонструє витончену чудернацькість Доктора Сьюза як письменника, насправді висміюється, або, принаймні, зображена надто приземлено. |

Лу Доббс, ведучий програми Вечір з Лу Доббсом на каналі Fox Business Network, розкритикував фільм як «підступну голлівудську нісенітницю» і звинуватив Голлівуд у «спробі виховувати дітей». Фільм отримав позитивні відгуки від деяких критиків, таких як Річард Ропер, який назвав його «важливою частиною сімейних розваг». Роджер Мур з Pittsburgh Tribune назвав фільм «святом яскравих кольорів Сьюза і прекрасного дизайну», та підтримав його екологічне послання.

### Бокс-офіс
Фільм зібрав $214 мільйонів у Північній Америці і $134.8 мільйонів у інших країнах, що загалом становить $348.8 мільйонів.
Бокс-офіс фільму в день прем'єри сягнув $17.5 мільйонів (п'ятниця, 2 березня 2012 року). Протягом вікенду він зріс до $70.2 мільйонів, легко обійшовши фільм Проєкт Х: Дорвались ($21 мільйон) та інші. Станом на 2012 рік зібрана за перший тиждень сума стала найбільшою серед всіх фільмів анімаційної студії Illumination Entertainment, та повнометражних кіноадаптацій книг Доктора Сьюза, і другим за зібраною сумою фільмом на екологічну тематику. Він також ввійшов до топ-трійки кращих дебютних фільмів березня і восьми кращих анімаційних фільмів за всю історію. «Лоракс» залишився на першому місці за кількістю переглядів наступного вікенду, знизивши збори на 45 % (до $38.8 мільйонів) і обійшовши всі американські релізи, включно з діснеївським Джон Картер: між двох світів (друге місце).

## Музика
Всі композиції створені Джоном Павеллом
| #     | Назва                                                        | Тривалість |
| ----- | ------------------------------------------------------------ | ---------- |
| 1.    | «Ted, Audrey and the Trees»                                  | 2:36       |
| 2.    | «Granny to the Edge»                                         | 2:33       |
| 3.    | «Wasteland»                                                  | 2:17       |
| 4.    | «Truffula Valley Fantasy (featuring The Lorax Humming Fish)» | 5:00       |
| 5.    | «Once-ler & Lorax Meet»                                      | 2:35       |
| 6.    | «O'Hare Warns Ted»                                           | 3:21       |
| 7.    | «The River Bed»                                              | 4:03       |
| 8.    | «Houseguests»                                                | 3:12       |
| 9.    | «Valley Exodus»                                              | 4:54       |
| 10.   | «The Last Seed»                                              | 4:54       |
| 11.   | «Thneedville Chase»                                          | 5:04       |
| 12.   | «At the Park»                                                | 3:12       |
| 13.   | «Funeral For a Tree»                                         | 2:10       |
| 45:51 |                                                              |            |

Автор музики і слів Джон Павелл і Сінко Пол. 
| #     | Назва                                              | Автор музики | Тривалість |
| ----- | -------------------------------------------------- | --- | ---------- |
| 1.    | «Let It Grow (Celebrate the World)»                | Ester Dean | 3:39       |
| 2.    | «Thneedville»                                      | Fletcher Sheridan, Antonio Sol, Beth Anderson, Oliver Powell, Edie Lehmann Boddicker, Missi Hale, and Rob Riggle          | 2:44       |
| 3.    | «This is the Place»                                | Ed Helms | 2:24       |
| 4.    | «Everybody Needs a Thneed»                         | Ed Helms, Randy Crenshaw, Fletcher Sheridan, Edie Lehmann Boddicker, Monique Donnelly, Ty Taylor, and The 88              | 1:31       |
| 5.    | «How Bad Can I Be?»                                | Ed Helms and Kool Kojak                                                                                                   | 2:52       |
| 6.    | «Let It Grow»                                      | Fletcher Sheridan, Dan Navarro, Edie Lehmann Boddicker, Jenny Slate, Claira Titman, Betty White, Rob Riggle, and Ed Helms | 3:17       |
| 7.    | «Let It Grow Gospel Ending (Original Demo)»        | Jenny Slate | 0:52       |
| 8.    | «Thneedville (Original Demo)»                      | Fletcher Sheridan | 3:58       |
| 9.    | «The Once-ler's Traveling Madness (Original Demo)» | Ed Helms | 1:35       |
| 10.   | «I Love Nature (Original Demo)»                    | Randy Crenshaw | 2:43       |
| 11.   | «You Need a Thneed (Original Demo)»                | Keith Slettedahl and The 88 featuring Antonio Sol, Fletcher Sheridan, and Taylor Graves                                   | 1:32       |
| 12.   | «Nobody Needs a Thneed (Original Demo)»            | Fletcher Sheridan and Randy Crenshaw                                                                                      | 1:52       |
| 13.   | «Biggering (Original Demo)»                        | Gabriel Mann, Randy Crenshaw, and The 88                                                                                  | 5:01       |
| 34:00 |                                                    | |            |